# Fermo Camellini
Fermo Camellini (Scandiano, Italia, 7 de diciembre de 1914 - Beaulieu-sur-Mer, 27 de agosto de 2010) fue un ciclista que fue profesional entre 1937 y 1951. Nacido italiano, el 8 de octubre de 1948 se nacionalizó francés. En su palmarés destacan dos etapas al Tour de Francia de 1947, cursa en la cual finalizó dos veces entre los diez primeros. También destaca la clasificación general de la París-Niza de 1946 y la Flecha Valona de 1948.
Era germano del también ciclista Guerrino Camellini.

## Palmarés
1937
- 1.º en la carrera de la cota Niza-La Turbie
- 1.º en el Gran Premio de Guillaumont

1938
- 1.º en el Circuito de los Alpes
- 1.º en la Niza-Annot-Niza

1939
- 1.º en el Gran Premio de la Costa Azul y vencedor de 2 etapas
- 1.º en el Circuito de los Maures
- 1.º en el Circuito de Mont Ventor
- 1.º en el Tour de Gard

1941
- 1.º en la Niza-Annot-Niza
- 1.º en la Niza-Mont Chauve
- 1.º en el Circuito de Mont Ventor y vencedor de una etapa
- 1.º en la cursa de la cota Niza-La Turbie
- 1.º en el Premio de Ambérieu

1942
- 1 etapa en la Volta a Cataluña
- 1.º en el Gran Premio del Alta Saboya

1944
- 1r del Gran Premio de Cagnes-sur-Mero

1945
- 1.º en el Gran Premio de Niza
- 1.º en el Gran Premio de Provenza
- 1.º en el Circuito del Lemosín
- 1.º en la París-Reims
- 1.º en el Critérium del Suroeste
- 1.º en el Critérium de la Costa Azul

1946
- 1.º en la París-Niza
- 1.º en la Niza-Mont Agel
- 1.º en la A través de Lausana
- 1.º en los Cuatro días de Suiza
- Vencedor de una etapa en el Gran Premio de Armagnac

1947
- Vencedor de 2 etapas del Tour de Francia
- Vencedor de una etapa del Critèrium del Dauphiné Libéré
- 1.º en el Critérium de Lausana

1948
- 1.º en la Flecha Valona
- 1.º en el Gran Premio del Echo de Oran

1950
- 1.º en el Premio de Pau

### Resultados al Tour de Francia
- 1947. 7.º de la clasificación general y vencedor de 2 etapas
- 1948. 8.º de la clasificación general
- 1949. Abandona (18.ª etapa)

### Resultados a la Vuelta en España
- 1942. 10.º de la clasificación general

### Resultados al Giro de Italia
- 1946. Abandona (12.ª etapa). Maillot rosa durante 3 etapas